# Geir Ivarsøy
Geir Ivarsøy (27. června 1957 – 9. března 2006) byl norský programátor, vedoucí týmu Opera Software.
Spolu s Jonem Stephensonem von Tetzchner v roce 1995 založili firmu Opera Software. V roce 2006 zemřel na rakovinu.